# Fujiwara no Akiko
Fujiwara no Akiko (any de naixement i mort desconegut) va ser una dona que va viure entre mitjans i finals del període Heian. La tercera filla del ministre de la dreta, Fujiwara no Yorimune. La seva mare era filla de Fujiwara no Ise. La consort de l'emperador Gosanjo. Es deia Joukaden no Nyōgo o Horikawa no Nyōgo.
Al juliol de 1066, es va convertir en la consort del príncep hereu, el príncep Takahito (posteriorment emperador Gosanjo). El 1068, l'emperador Gosanjo va pujar al tron i va servir com a emperadriu a la cerimònia de Daijo-e a l'octubre. L'abril de l'any següent, 1069, va ser nomenada Nyogo. No hi havia princesa. L'agost de 1071, es va traslladar al Palau Imperial de nova construcció i va fer de Joukaden la seva residència. Quan l'emperador va morir el 1073, es va convertir en monja i es va traslladar a Horikawa-in.
Segons "Eiga Monogatari", el seu pare, Yorimu, inicialment tenia la intenció de fer-la entrar a l'harem de l'emperador Goreizei, però es va rendir quan la filla de Yorimichi, Kanshi, va entrar a la cort imperial, i més tard es va convertir en la consort del príncep hereu (emperador Gosanjo). A més, el seu pare, Yorimoto, va morir el 1065, abans que ella ingressés a la Cort Imperial.